# Pristis pristis
Il pesce sega comune (Pristis pristis (Linnaeus, 1758)) è una specie di pesce sega diffusa in zone costiere principalmente tropicali o subtropicali.

## Descrizione
La massima lunghezza registrata negli adulti è di 7,5 m di lunghezza, anche se la lunghezza media è di 2,5 m. Questa specie presenta 20 o meno paia di denti rostrali, questa caratteristica può essere utile per distinguerla da altre specie.

## Biologia
Si nutre di pesci e animali che abitano i fondali. Abita zone costiere, estuari, lagune e anche occasionalmente fiumi; infatti alcuni individui sono stati visti nel Rio delle Amazzoni a 750 km dalla costa.

## Distribuzione e habitat
Lo si trova in acque tropicali e subtropicali lungo le coste e gli estuari in acque normalmente non più profonde di 10 m, anche se alcuni individui sono stati localizzati a più di 26 m di profondità. Nell'Atlantico occidentale è riscontrabile dagli Stati Uniti d'America al Brasile; nell'Atlantico orientale dal Portogallo all'Angola; nel Pacifico occidentale lo si trova lungo tutta l'Australia del nord e nel Pacifico orientale dal Messico all'Ecuador.

## Conservazione
La specie è classificata come in pericolo critico dall'IUCN principalmente a causa della pesca e la perdita dell'habitat.